# Ladevèze-Rivière
Ladevèze-Rivière település Franciaországban, Gers megyében. Lakosainak száma 220 fő (2022. január 1.). Ladevèze-Rivière Armentieux, Beaumarchés, Juillac, Ladevèze-Ville és Saint-Aunix-Lengros községekkel határos.

## Népesség
A település népességének változása:
| Lakosok száma | 313  | 261  | 245  | 227  | 224  | 216  | 214  | 222  | 220  | 220  |
|               | 1968 | 1982 | 1990 | 2006 | 2013 | 2015 | 2017 | 2019 | 2020 | 2022 |